# نیلوفر بیضایی
نیلوفر بیضایی (زادهٔ ۲۵ دی ۱۳۴۵) نمایشنامه‌نویس و کارگردان تئاتر اهل ایران است. آثار نمایشی او حاوی موضوعاتی هم‌چون «زن و زنانگی محصور شده»، «فردیت گمشده در جامعهٔ توده وار»، «هویت جوئی و بیگانگی» و تبعید، با نگاه منتقد اجتماعی است.

## زندگی
نیلوفر بیضایی نخستین فرزند بهرام بیضایی (نویسنده، پژوهشگر و کارگردان تئاتر و سینما) از همسر اوّلش منیراعظم رامین‌فر (خواهر ایرج رامین فر طراح صحنه و لباس ایرانی و خواهرزادهٔ عباس جوانمرد، کارگردان نام آشنای تئاتر ایران در دهه‌های سی، چهل و پنجاه شمسی) است. پدر بزرگ پدری او میرزا نعمت‌الله بیضایی متخلص به ذکایی تذکره‌نویس و شاعر و کوچک‌ترین برادرِ ادیب بیضائی شاعر اهل آران است.
نیلوفر بیضایی در سال ۱۹۸۵ ناچار به ترک ایران شد و از آن هنگام در آلمان و در تبعید به‌سر می‌برد. او پس از پایان تحصیل در رشته‌های ادبیات آلمانی، تئاتر-سینما و تلویزیون و تعلیم و تربیت از دانشگاه فرانکفورت در سال ۱۹۹۴ گروه تئاتر دریچه را پایه‌گذاری کرد و کار هنری خود را به عنوان نمایشنامه نویس و کارگردان تئاتر آغاز کرد و طراحی نور و صحنهٔ اکثر نمایشهای خود را نیز بر عهده داشته‌است.
تلویزیون من و تو در سال ۲۰۱۶ یکی از برنامه‌های «به زندگی من خوش آمدید» را به زندگی او اختصاص داد.

## آثار
آثار نمایشی او حاوی موضوعاتی هم‌چون «زن و زنانگی محصور شده»، «فردیت گمشده در جامعهٔ توده وار»، «هویت جوئی و بیگانگی» و تبعید با نگاه منقد اجتماعی است. او همچنین در فرم اجرایی دست به تجربه‌هایی زده که در نوع خود در عرصهٔ تئاتر ایرانی نو بوده‌اند. او معتقد است که برای بیان آنچه در جامعه تابو بوده یا درباره‌اش به صدای بلند حرف زده نشده‌است، باید از فرمهایی استفاده کرد که تنها بر متن استوار نباشند، بلکه قابلیت‌های تصویری و بصری داشته باشند و از آن طریق ناگفته‌های لابه لای سطور به نمایش در آیند. او از شیوه‌های کلاسیک نمایشی فاصله گرفته و با استفاده از کلاژها و طرح‌های صحنه ای، تماشاگر را به مشارکت در واقعهٔ نمایشی از طریق فعال ساختن قدرت تخیل و با استفاده از تجارب شخصی خود برای تکمیل داستان فرا می‌خواند. او همچنین در چند نمایش خود، شیوه‌های گوناگون نگارشی و اجرایی تئاتر مستند را تجربه کرده‌است.
کیان ثابتی در این مورد می‌نویسد:
"به زعم نگارنده، نیلوفر بیضایی چهره‌ای منحصر بفردی در تئاتر ایرانیان خارج از کشور است. او تحصیلات خودش را در ادبیات آلمان، تئاتر و سینما و تلویزیون و تعلیم و تربیت در آلمان به اتمام رسانده و دارای مدرک کارشناسی ارشد است. با اینکه تحت تأثیر آوانگاردها و پست مدرنیست‌های تئاتر دنیاست ولی از طرف دیگر، عاشق زبان و ادبیات فارسی و صحنه آوردن نمایش‌هایی به زبان فارسی ولی با فرمی مدرن و جدید است. کاری که شاید در جامعه غربی به راحتی قابل پذیرش و دارای مخاطبان خاص خودش است ولی در جامعه ایرانی که هنوز پله‌های مقدماتی تئاتر مدرن دنیا را طی می‌کند به خصوص در جامعه ایرانیان خارج از کشور، کاری بسیار سخت است. همین مشخصه، نیلوفر بیضایی را به چهره‌ای شاخص و ممتاز در بین هنرمندان تئاتر خارج از کشور تبدیل کرده‌است – از کلمه تئاتر خارج از ایران به‌طور عام استفاده کرده‌ام و از عنوان تئاتر در تبعید استفاده نکرده‌ام زیرا بسیاری از تئاتری‌های خارج از کشور، آثار خویش را در ایران هم به اجراء درمی‌آورند و چه اندازه مفید بود برای تئاتر رو به رشد ایران اگر هنرمندان و دانشجویان تئاتر ایران، امکان تماشای کارهای نیلوفر بیضایی را هم داشتند…"
از دیگر ویژگی‌های نمایش‌های نیلوفر بیضایی، استفاده از مدیاهای دیگر در تئاتر است. موسیقی، فیلم، عکس، اسلاید، آواز زنده … تنهای برای پر کردن فضاها بکار نمی‌روند، بلکه هر یک دارای وزنه و کاراکتر خاص خود هستند و در عین حال به گسترده‌تر کردن امکان دیدن، حس کردن و تجربه کردن واقعهٔ نمایشی یاری می‌رسانند.
نمایشنامه‌های او از سال ۱۹۹۵ در بسیاری از شهرهای آلمان و اروپا به صحنه رفته‌است. پس از بیش از صد و پنجاه اجرای نمایش‌های گوناگون در اروپا در سال ۲۰۰۸ برای نخستین بار یکی از نمایش‌های او (بوف کور) خارج از اروپا و در شهر تورنتوی کانادا به‌روی صحنه رفت. بوف کور اثر زنده یاد صادق هدایت که نیلوفر بیضایی آن را برای صحنه تنظیم و کارگردانی کرده بود، پیش از آن در سال‌های ۲۰۰۴ و ۲۰۰۵ در اروپا نیز اجرا شده بود.
جواد طالعی در مورد بوف کور به کارگردانی نیلوفر بیضایی می‌نویسد:
"با بوف کور، نیلوفر بیضایی به تولدی دیگر می‌رسد. به تئاتری که هم در عرصه فضا سازی، هم در عرصه بازی سازی، هم در عرصه افکت و استفاده از عناصر صحنه، یکی از بهترین کارهای بیست و پنج سال اخیر خارج از کشور است. بعد از دیدن این نمایش، من که دست کم در ده سال گذشته بیشترین کارهای نمایشی خارج از کشور را دیده‌ام، هنگامی که سالن را ترک می‌کنم نفس راحتی می‌کشم و به خودم می‌گویم: "بیخود نیست که این آلمانی‌ها می‌گویند تمرین آدم را استاد می‌کند". خانم بیضایی آنقدر تمرین کرد که به استادی رسید و چقدر خالی است جای پدر بزرگوارش که اینجا باشد و کار زیبای او را ببیند و در جشن تولد بیضایی دوم عرصه تئاتر ایران حضور یابد. نیلوفر بیضایی، جان بخشیدن به متن سهل و ممتنع بوف کور را ممکن ساخته، به متن وفادار مانده، دیدگاه‌های شخصی خود را به آن تحمیل نکرده و بیش از همه توانائی اعجاب‌آور خود را در زمینه فضاسازی به خوبی نشان داده‌است…
با بوف کور، نیلوفر بیضایی نوعی از تئاتر مدرن و مینیمالیستی را به چنگ آورده‌است که هم به هنر نمایش اروپائی نزدیک است و هم با ویژگی‌های نمایش در خارج از کشور انطباق دارد. برای استفاده از این سبک، کارگردان می‌بایست به هنر بیشترین بهره‌برداری از کمترین امکانات مسلط باشد و این تسلط را، در بوف کور می‌بینیم… "
نیلوفر بیضایی در سالهای ۲۰۰۶ و ۲۰۰۷ دو نمایش به نامهای «بیگانه چون من و تو» و «آوای سکوت» را به زبان آلمانی و با بازیگرانی از ملیتهای مختلف به صحنه برد که هر دو با استقبال و نقدهای مثبت رسانه‌های آلمانی روبرو شدند.
کنستانتسه اهرمن در مورد نمایش بیگانه چون من و تو می‌نویسد:
«بیگانگی زوایای گوناگونی دارد. در تماس میان آلمانیها و خارجیها و در تماس میان خارجیهای ملیتهای مختلف با یکدیگر همواره سوءتفاهمهایی به‌وجود می‌آیند که تنها با گفتگو، شناخت و رواداری قابل حل هستند. نمایشنامه نویس و کارگردان ایرانی، نیلوفر بیضایی با اولین نمایش آلمانی زبان خود، پلی در این جهت می‌سازد. دیدن این نمایش را به تمام کسانی که در شناخت دیگران تنها به مطبوعات روزانه تکیه نمی‌کنند، توصیه می‌کنم…»
پروفسو ولفگانگ نیکل دربارهٔ نمایش آوای سکوت می‌نویسد:
«آوای سکوت در فستیوال تئاتر دیالوگ برلین کلاژی موسیقایی-متحرک قطعه‌ای نمایشی و بسیار هنرمندانه دربارهٔ تبعید و مهاجرت ارائه داد. دیدن اجرایی که شخصیت‌های زن قوی از ملیتهای مختلف در آن در اجرایی با کیفیت بالای زیبایی شناسانه به یکدیگر نزدیک می‌شوند، بدون اینکه ناچار به صرف نظر کردن از فردیت، نگاه فردی و فرم بیان خود باشند، بسیار جذاب بود. این یک بازی موفق بود که هر گونه پیشداوری یا ادعای ناممکن بودن نزدیکی فرهنگها را بی معنی جلوه می‌داد…»
همچنین نمایش دیگر او یک پرونده، دو قتل که نمایشی مستند دربارهٔ قتل‌های زنجیره‌ای و به‌خصوص قتل پروانه فروهر و داریوش فروهر است، در سال ۲۰۱۰علاوه بر اروپا در ونکوور کانادا نیز اجرا شد. برای نوشتن متن نمایش، نیلوفر بیضایی بیش از شش ماه با همکاری پرستو فروهر، اسناد و مدارک مربوط به قتل فجیع فروهرها را زیر و رو کرده‌است.
نیلوفر بیضایی از زمان اجرای نمایش «یک پرونده، دو قتل» برای اولین بار در تئاتر ایرانی خارج از ایران از سیستم بالانویس استفاده کرد و این نمایش و نمایش‌های بعدی او تا به امروز به زبان فارسی و با بالانویس آلمانی در شهرهای مختلف اجرا می‌شوند.
گئورگ کلاین در مورد این نمایش می‌نویسد:
"... وسط صحنه زنی با لباس قرمز ایستاده که گاه پشت میزی که یک تلفن و یک لپ تاپ روی آن قرار دارند، می‌نشیند و مدام پرسشهایی را طرح می‌کند. سؤال‌ها را دو مرد سیاهپوش پاسخ می‌دهند که گاه به او زنگ می‌زنند و گاه او را تهدید می‌کنند یا بر سرش فریاد می‌کشند. بخشهایی از گفتارهای آن‌ها از پروتکل‌ها، صورت جلسه‌های دادگاه و نوشته‌های روزنامه‌های تبلیغاتی حکومتی بر گرفته شده‌اند. ترجمهٔ آلمانی متنهای گفتاری صحنه روی پرده دیده می‌شود. پرسش اصلی در نمایش "یک پرونده، دو قتل" که توسط هنرمند تبعیدی، نمایشنامه‌نویس و کارگردان نیلوفر بیضایی نوشته و کارگردانی شده، در مورد قتل والدین پرستو فروهر است.
عبدالقادر بلوچ در مورد یک پرونده، دو قتل می‌نویسد:
«... نمایشنامه یک پرونده، دو قتل نمایش مستندی بود از گروه تئاتر دریچه. در این نمایشنامهٔ مستند خانم نیلوفر بیضایی پرونده قتل فروهرها را به دست می‌گیرد اما با حمل تابوت قتلهای زنجیره‌ای و کشته شدگان جنبش سبز، مرزهای نمایش مستند را وسیعتر می‌کند. نمایشنامه با صدای ناقوس و پا کوفتن سه بازیگر آغاز می‌شود، مرگ همراه با رعب و وحشت و سرکوب نظامی. خانم هرمین عشقی و آقایان فرهنگ کسرایی و منوچهر رادین بازیکنان این نمایشنامه چنان جاندار نقش خود را بازی می‌کنند که آدم احساس می‌کند نسلی را که بعد از انتخابات مشت‌ها را گره کرد و به خیابان ریخت از نزدیک حس و لمس می‌کند. وقتی هرمین بازیگر زیبای گروه دارد همراه فرهنگ و منوچهر، دو بازیگر دیگر گروه، عکسهایی از جانباختگان قتل‌های زنجیره‌ای و جنبش اخیر را جلوی سن می‌چیند اشک‌های همیشه آماده من سرازیر می‌شود…»
یکی از اثرهای نمایشی نیلوفر بیضایی در سال‌های اخیر به نام چهره به چهره در آستانه فصلی سرد در اکتبر ۲۰۱۱ به صحنه رفت و پس از اجرا در شهرهای آلمان و اروپا در لس آنجلس، تورنتو و اوتاوا نیز اجرا شد. این نمایش در دو تابلوی نمایشی به زندگی و افکار طاهره قره العین و فروغ فرخزاد می‌پردازد. نمایش چهره به چهره در آستانه فصلی سرد به جز آلمان و اروپا در سال ۲۰۱۲ در تورنتو، اوتاوا و لس آنجلس اجرا شد و فیلم آن در برکلی به نمایش درآمد.
فیروزه خطیبی در مورد این نمایش می‌نویسد:
"... در نهایت فرم تئاتری ساده با شیوه‌های مینیمالیستی نیلوفر بیضائی، تبحر بهرخ بابائی در جان بخشیدن به کاراکتر طاهره و استفاده از سه زن مختلف برای ایفای نقش فروغ با بازی او و دو بازیگر دیگر نمایش، از نکات قابل توجه «چهره به چهره در آستانه فصلی سرد» است. هرچند عنوان نمایش که از اشعار دو شاعره برگرفته شده تماشاگر را تا پایان درانتظار رویارویی این دو شخصیت نگاه می‌دارد، اما درحقیقت این یک رویارویی ادبی و مجازی در ذهن نمایشنامه نویس و نهایتاً قوه محرکه‌ای برای خلق اثر بوده‌است…"
او همچنین چندین اثر تحقیقی در زمینهٔ تئاتر و نیز تعداد زیادی مقاله در زمینهٔ مسایل سیاسی و اجتماعی و مسایل زنان نوشته‌است. اکثر مقالات سیاسی، اجتماعی و تئاتری او در وبگاه رسمی نیلوفر بیضایی قابل رجوع است.
او از مدافعین حقوق زنان و حقوق بشر در ایران است و از حقوق همجنس‌گرایان و اقلیت‌های دینی، به‌خصوص بهاییان حمایت می‌کند.
نیلوفر بیضایی عضو اولین دورهٔ هیئت دبیران خانه آزادی بیان است. خانهٔ آزادی بیان نهادی است مستقل، فرهنگی و غیرانتفاعی که آزادی بیانِ اندیشه و تخیّل بی حصر و استثنا را حق همگان می‌داند و علیه سانسور آثار فرهنگی و هنری فعالیت می‌کند. نیلوفر بیضایی هم نمایش‌هایی به زبان فارسی و هم به زبان آلمانی در کارنامهٔ خود دارد اما تمایل او بیشتر متوجه کار به زبان فارسی است.
او در بزرگداشت هنرمندان از جمله غلامحسین ساعدی و نادر نادرپور آثاری نوشته‌است.
نیلوفر در سال ۲۰۰۵ جایزهٔ آکادمی ایرانی هنر، ادبیات و رسانه در بوداپست، در رشتهٔ هنرهای نمایشی به عنوان بهترین کارگردان به او تعلق گرفت و
در همان سال یکی از متون نمایشی‌اش «دختران خورشید» توسط گروه تئاتر سوئیسی مارالام به کارگردانی پتر براشلر به روی صحنه رفت.
نیلوفر بیضایی نمایش در حضور باد را که بهرام بیضایی در دهه چهل نوشته‌است، در سال ۲۰۱۵ کارگردانی کرد. این نمایش با استقبال فراوانی مواجه شد و از سوی منتقدین به هم به‌لحاظ بازی‌های خوب بازیگران و هم به دلیل پرداخت نمایشی و کارگردانی قوی مورد تحسین قرار گرفت.
دیدار رزاقی در مورد این نمایش می‌نویسد:
"نیلوفر بیضایی در این کار به خوبی ثابت می‌کند که با عناصر تیاتری آشناست،انتخاب رنگ خاکستری لباس‌ها و چارچوب مکعبی فضائ خاکستری، خنثی و همچنین بادسان، شکلی از ترکیبی کدر را به نمایش می‌گذاشت. همه چیز در تزلزل بود و گویا پوچ و خالی راه عبثی را طی می‌نمود که تکرار، جز تفکیک ناپذیر آن بود، گویی که همه چیز بر باد استوار است و هر آن فرو خواهد ریخت هیچ چیز حقیقی نبود، چهره‌ها در بزکی دروغین، واقعیت خود را پنهان می‌ساخت و در خارج از این چارچوب غیر حقیقی معنا نمی‌یافت. بازی درخشان بازیگران از دیگر نقاط قوت این کار نمایشی به حساب می‌آمد، کارگردانی صرفاً در میزانسن‌های خطی بی دلیل خلاصه نمی‌گشت و با هر قدم به دنبال معنایی به موازات متن پیش می‌رفت آن هم متنی که بعد از گذشت سال‌ها هنوز هم تازه بود و از بن مایه‌های فکری اسطوره‌ای درخشان در کار نمایش چون بهرام بیضایی سر چشمه می‌گرفت. کارگردان با تسلط کامل نه تنها چیزی از ارزشهای متن نمی‌کاست بلکه اکثر لحظات با قدرت تمام با آن پیش می‌رفت و حتی در لحظاتی درخشان به خوبی می‌توانست پیشی بگیرد وِ ما حصل کار چیزی بود که به دل تماشاگر می‌نشست، با ریتم آن همراه می‌شد و بعد از مدت‌ها تیاتری را می‌دید که در معنا ناب و به مفهوم مطلقِ کلمه تئاتر بود…"
نمایش در این مکان و در این زمان نام دارد که در اکتبر ۲۰۱۷ با سه اجرای موفق و با حضور نویسندهٔ متن خانم مهشید امیرشاهی در دو اجرای اول در فرانکفورت به صحنه رفت و اجراهای آن تا اواسط سال ۲۰۱۸ ادامه یافت.
جواد طالعی در مورد این نمایش می‌نویسد:
"... «در این مکان و در این زمان» را می‌توان یکی از معدود تجربه‌های آمیزش موفق ادبیات داستانی و هنر نمایش ارزیابی کرد. نیلوفر بیضائی به عنوان تنظیم‌کننده و کارگردان در تنظیم متن‌ها و ایجاد پل ارتباطی نمایشی میان آن‌ها موفق بود. بازی‌های نرم ژاله شعاری، هرمین عشقی و مرتضی مجتهدی بر کشش و جذابیت کار می‌افزودند، اما اغلب این متن بود که بر اجرا غلبه داشت. این البته چیزی بود که پیشاپیش هم می‌شد انتظارش را داشت، زیرا هم زیرساخت قصه‌های آمیخته به طنز و مطایبه و هم استخوان بندی نگارشی قصه‌های مهشید امیرشاهی چنان قوی و زیبا است که در هر حال بر فراز بازی‌ها و تنظیم نمایشی خوب می‌نشیند."
این نمایش در ماه فوریه ۲۰۱۸ از سوی تماشاگران فستیوال تئاتر ایرانی هایدلبرگ به عنوان بهترین نمایش انتخاب شد.
جامعه فرهنگی زنان ایرانی شهر ونکوور در تاریخهای ۲ و ۳ مارس سال ۲۰۱۸ مراسمی برای تجلیل از نیلوفر بیضایی برای یک عمر فعالیت هنری او برگزار کرد و به همین مناسبت نمایش «بانو در آینه» که نامش از اولین نمایشنامهٔ او «بانو در شهر آینه» برگرفته شده شامل قطعاتی از چندین نمایشنامهٔ او ست توسط یک گروه تئاتر ایرانی اجرا شد.
او در سال ۲۰۱۸ همچنین نمایش گمشدگان را دربارهٔ کشته شدگان قتل‌عامهای سیاسی و عقیدتی دههٔ شصت به صحنه برد که بازتاب گسترده‌ای داشت.
نمایش اگر که عشق گناه است کار دیگری از اوست که نخستین بار در سال ۲۰۱۹ با سه اجرا در تئاتر گالوس فرانکفورت و سپس در فستیوال تئاتر ایرانی کلن به صحنه رفت. در این نمایش شاعران زن ایرانی، افغانی و تاجیک از قرنهای مختلف با یکدیگر روبرو می‌شوند و با زبان شعر از رنجها و آرزوها و دورانی که در آن می‌زیستند یا می‌زیند با یکدیگر سحن می‌گویند. دیالوگهای این نمایش تماماً به‌صورت آواز اجرا می‌شوند.
نیلوفر بیضایی در سال ۲۰۲۱ نمایش بازی در بازی را با نگاهی به رمان "عقل آبی" از شهرنوش پارسی پور نوشت و کارگردانی کرد. احمد خلفانی در نقدی بر این نمایش می‌نویسد: " یکی از مهارت‌های درخشان نیلوفر بیضایی در کارگردانی "بازی در بازی"، ایدهٔ ارائه چنین نقشی است که هم بیننده را با وجه فراموش شده خودش آشنا می‌کند و هم او را می‌خنداند. سه زوج که سه شکل زندگی انسان‌های متفاوت هستند، می‌توانند هم‌زمان سه لایه زندگی یک انسان را نیز تداعی کنند: آن چیزی که واقعا هست، آن چیزی که ارائه می‌دهد، و آن آخری که معمولا در عمیق‌ترین لایه‌های هستی‌اش پنهان می‌ماند."
او در سال ۲۰۲۲ نمایش از سنگهای بی نشان تا مهسا دختر ایران را بر اساس روایتهای بازماندگان کشتارهای زندانیان سیاسی دهه شصت از کتاب «آواز از نگاه دریچه تاریک» بتالیف مهدی اصلانی، کاربران توییتر و ن. رهایی تنظیم و کارگردانی کرد. این نمایش در دو اپیزود اجرا شد. اپیزود اول که روایتهای بازماندگان کشتارهای دهه شصت است، در تاریخ سوم سپتامبر همان سال در مراسم یادبود زندانیان سیاسی اعدام شدهٔ دههٔ شصت در شهر ماینز اجرا شد. حدود سه هفته بعد از این اجرا جنبش انقلابی زن، زندگی، آزادی در ایران آغاز شد و او تحت تأثیر این جنبش انقلابی، اپیزود دومی را به این نمایش اضافه کرد که بازتاب دهندهٔ جنبش انقلابی مردم ایران پس از قتل مهسا (ژینا) امینی است. این نمایش در نوامبر ۲۰۲۲ در فستیوال تئاتر کلن، در فوریه ۲۰۲۳ در فرانکفورت و در آوریل ۲۰۲۳ در اسلو اجرا شد.
نمایش همه‌ی آنهایی که می‌شناسیم (نویسنده: روشنک مرادی) کار دیگری از نیلوفر بیضایی است که در سال ۲۰۲۳ در فرانکفورت و کلن به صحنه رفت و موضوع آن جنبش "زن، زندگی، آزادی" و دلهره‌های یک مادر است که دو نفر از سه دخترش در روزهای اوج جنبش از خانه بیرون رفته‌اند اما به خانه بازنگشته‌اند.
وی همچنین در سال ۲۰۲۴ دو قطعه کوتاه نمایشی را در چارچوب فستیوال تئاتر کلن به صحنه برد که به روایت‌های کوثر افتخاری و شبنم فرشادجو از جنبش "زن، زندگی، آزادی" می‌پردازند.

### به عنوان کارگردان تئاتر
- ۲۰۲۴: من کوثر افتخاری هستم

- ۲۰۲۴: سلبریتی

- ۲۰۲۳: همه‌ی آنهایی که می‌شناسیم

- ۲۰۲۲–۲۳: از سنگهای بی نشان تا مهسا دختر ایران
- ۲۰۲۱: بازی در بازی
- ۲۰–۲۰۱۹: اگر که عشق گناه است (متن: ژاله مساعد، به زبان فارسی با بالانویس آلمانی)
- ۱۹–۲۰۱۸: گمشدگان (بر اساس متنهایی از رؤیا غیاثی، شکوفه منتظری، قربانعلی شکری به زبان فارسی با بالانویس آلمانی)
- ۱۸–۲۰۱۷: در این مکان و در این زمان (بر اساس داستانهای مهشید امیرشاهی، به زبان فارسی با بالانویس آلمانی)
- ۱۶–۲۰۱۵: در حضور باد (متن: بهرام بیضایی، به زبان فارسی با بالانویس آلمانی)
- ۱۲–۲۰۱۱: چهره به چهره در آستانه فصلی سرد (متن: نیلوفر بیضایی، به زبان فارسی با بالانویس آلمانی)
- ۲۰۱۱: از میان کابوس‌ها یا وقتی که انقلاب نوه‌هایش را می‌بلعد (روخوانی نمایشی به زبان آلمانی، ماه مای در تئاتر شهر فرانکفورت)
- ۱۰–۲۰۰۹-: یک پرونده، دو قتل (متن: نیلوفر بیضایی، به زبان فارسی با با لانویس‌های آلمانی و سوئدی)
- ۲۰۰۹: سرزمین هیچ‌کس (متن: نیلوفر بیضایی، اجرای جدید به زبان آلمانی در تئاتر شهر کالسروهه)
- ۰۸–۲۰۰۷: آوای سکوت (تنظیم متن: نیلوفر بیضایی، به زبان آلمانی)
- ۰۷–۲۰۰۶: بیگانه چون تو و من (بر اساس متنی از ماریا پی نییلا و فرهنگ کسرایی، تنظیم: نیلوفر بیضایی، به زبان آلمانی)
- ۲۰۰۵: بوف کور (دو زبانه فارسی و آلمانی با همکاری تام پایفر در شهر ماینز)
- ۰۵–۲۰۰۴: بوف کور (متن: صادق هدایت، به زبان فارسی)
- ۰۲–۲۰۰۱: سه نظر دربارهٔ یک مرگ (بر اساس متنی از مینا اسدی، به زبان فارسی)
- ۰۱–۲۰۰۰: رویاهای آبی زنان خاکستری (متن: نیلوفر بیضایی، به زبان فارسی)
- ۲۰۰۰–۱۹۹۹: چاقو در پشت (متن: بهرام بیضایی، با نام مستعار «کاوه اسماعیلی»، به زبان فارسی)
- ۱۹۹۸: قطعهٔ بی‌نام (کاری کوتاه و بدون کلام دربارهٔ کشته‌شدگان گمنام دههٔ شصت)
- ۹۹–۱۹۹۸: سرزمین هیچ‌کس (متن: نیلوفر بیضایی، به زبان فارسی)
- ۹۸–۱۹۹۷: بازی آخر (متن: نیلوفر بیضایی، به زبان فارسی)
- ۹۷–۱۹۹۶: مرجان مانی و چند مشکل کوچک (متن: نیلوفر بیضایی، به زبان فارسی)

### به عنوان نمایشنامه‌نویس
- ۲۰۲۱: بازی در بازی (با نگاهی به رمان عقل آبی از شهرنوش پارسی پور)
- ۲۰۱۸: بانو در آینه (ترکیبی از نمایشهای گوناگون نیلوفر بیضایی و وام گرفته از نام نمایش بانو در شهر آینه با تنظیم و کارگردانی حسام انوری، ونکوور)
- ۲۰۱۱: چهره به چهره در آستانه فصلی سرد
- ۲۰۰۹: یک پرونده، دو قتل
- ۲۰۰۶: آوای سکوت
- ۲۰۰۵: دختران خورشید
- ۲۰۰۰: رویاهای آبی زنان خاکستری
- ۱۹۹۸: سرزمین هیچ‌کس
- ۱۹۹۷: بازی آخر
- ۱۹۹۶: مرجان مانی و چند مشکل کوچک
- ۱۹۹۴: بانو در شهر آینه (در همان سال به کارگردانی محسن حسینی در شهر فرانکفورت اجرا شد)

### پرداخت نمایشی متون ادبی
- ۲۰۰۱: سه نظر دربارهٔ یک مرگ
- ۲۰۰۴: بوف کور
- ۲۰۱۷: در این مکان و در این زمان

### گزیده‌هایی از مقالات تئاتری و ادبی
- برتولت برشت، شاعر تبعید و تئوریسین خردگرایی تئاتر
- کلاوس من: فرزند سرکش و تابوشکن خلاق در چند قدمی مرگ خودخواسته
- هاینریش هاینه: شاعر اندیشمند و روشنفکر آزادیخواه
- سویه‌های تاریک انسانی در آثار نابغه جوان‌مرگ تئاتر دنیا
- نگاهی به زندگی و آثار غلامحسین ساعدی
- گئورگ بوشنر۱ و  “مرگ دانتون“(۱)
- گئورگ بوشنر و“مرگ دانتون “(۲)
- تئاتر مستند (۱)
- تئاتر مستند (۲)
- تئاتر مستند (۳)
- آنتونن آرتو و تئاتر خشونت

### گزیده‌هایی از مقالات اجتماعی
- فروغ فرخزاد در آینه نگاه‌ها و قضاوت‌ها
- زنی با قامت بلند، قدمهای استوار و سیگاری در دست؛ در اندوه مرگ سیما کوبان
- صادق هدایت، نویسنده و اندیشمند ایرانی
- هنر، سانسور و خودسانسوری در سایه ی توتالیتاریسم اسلامی با نگاهی به تئاتر و سینما در ایران
- در بزرگداشت غلامحسین ساعدی و نادر نادرپور
- میرزا فتحعلی آخوندزاده، پیشگام فکری مشروطه در چند عرصه
- زنان آزادیخواه ایران از طاهره قره العین تا پروین اعتصامی
- مهشید امیرشاهی در آینه ی هزاربیشه

## جوایز و بزرگداشت‌ها
- جایزهٔ آکادمی ایرانی هنر، ادبیات و رسانه در بوداپست در رشتهٔ هنرهای نمایشی در سال ۲۰۰۵ به عنوان بهترین کارگردان.[۴۳]
- جایزه بهترین نمایش سال ۲۰۱۸ برای نمایش «در این مکان و در این زمان» از نگاه تماشاگران فستیوال تئاتر ایرانی شهر هایدلبرگ[۴۴]
- تجلیل برای یک عمر فعالیت هنری در ماه مارس سال ۲۰۱۸ توسط «جامعه فرهنگی زنان ایرانی» شهر ونکوور همراه با اجرای نمایش «بانو در آینه» برگرفته از بخش‌هایی از متن‌های نمایشنامه‌های نیلوفر بیضایی توسط «گروه تئاتر شهرزاد»[۵][۴۵][۴۶]
- جایزهٔ نوروزی «بنیاد میراث پاسارگاد» برای سال ۲۰۱۸ به عنوان بهترین شخصیت سال در رشتهٔ هنر و فرهنگ[۴۷]